# نايتسبون (رواية)
نايتسبون (بالإنجليزية: Nightspawn)‏ هي رواية للكاتب الأيرلندي جون بانفيل، نشرت عام 1971، عن دار نشر سيكر آند واربرغ.